# Воротничковый попугай
Воротничковый попугай (лат. Barnardius zonarius) — вид птиц из семейства Psittaculidae, единственный в роде барнардовых попугаев (Barnardius).

## Описание
Длина тела составляет примерно 37—38 см.
Оперение в основном зелёного цвета. Голова чёрная с оттенком, щеки голубоватые. У некоторых птиц имеется узкая красная полоска в районе лба. У некоторых желтая отметка на затылке. Нижней части спины перья имеют сине-зеленый окрас. Крылья желто-зеленого цвета. Горло и грудь голубовато-зеленого цвета. Живот желтый. Ноги серого цвета. Самки бледнее самцов.
Могут содержаться в качестве домашних животных.

## Распространение
Вид обитает в южной, центральной и западной частях Австралии.

## Питание
Птицы питаются преимущественно семенами, плодами, орехами, ягодами, цветками и почками, насекомыми и их личинками. На юго-западе своего ареала птицы ищут корм скорее на деревьях, чем на земле. Могут нанести вред плантациям плодовых деревьев, особенно грушам и яблоням.

## Размножение
Период гнездования зависит от области распространения. Южные популяции гнездятся обычно с августа по декабрь. На материковой части Австралии начало размножения определяет количество осадков. Попугаи откладывают яйца в дупле, предпочитая в качестве гнездового дерева эвкалипты, растущие вблизи водоёмов или рек. В кладке от 4 до 7 яиц. Высиживает только самка. Инкубационный период составляет от 20 до 22 дней.

## Таксономия
Вид впервые описан Джорджем Шоу в 1805 году. Некоторые систематики относят этот вид в близкий род розелл (Platycerus).

### Подвиды
Подвиды воротничкового попугая сильно различаются по окрасу: у B. z. zonarius и B. z. semitorquatus голова чёрного цвета, спина, хвост и крылья ярко-зелёные, горло и грудь сине-зелёные. У B. z. zonarius живот жёлтого цвета, у B. z. semitorquatus он зелёный. У двух других подвидов ярко-зелёная «корона» на голове и сине-зелёные щёки. В окрасе B. z. macgillivrayi преобладают светло-зелёные тона.

## Галерея

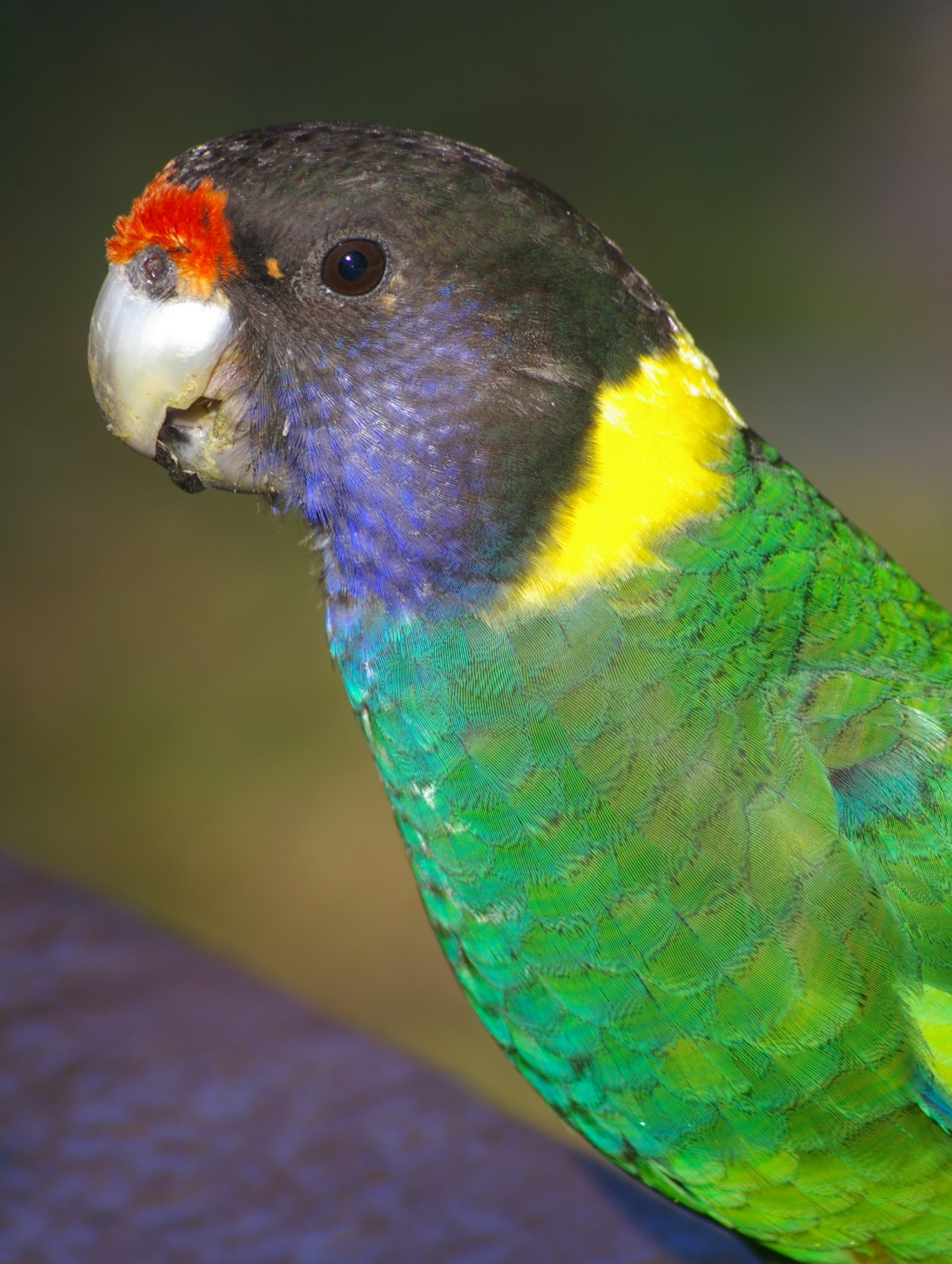
B. z. semitorquatus
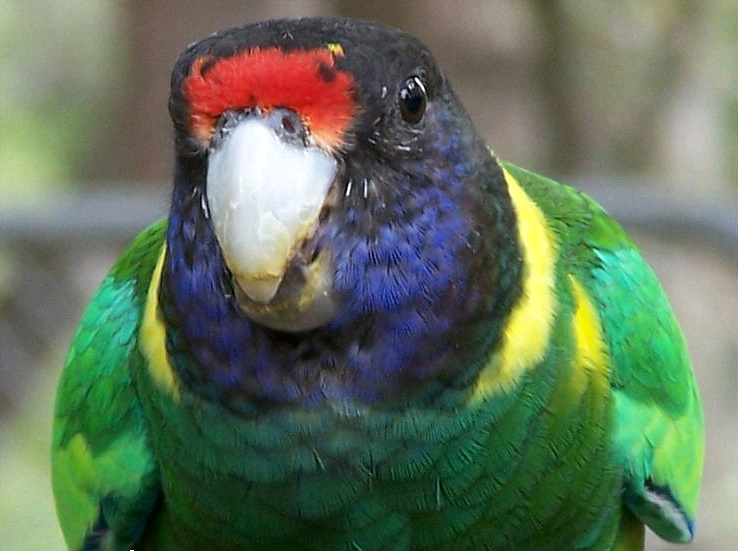
B. z. semitorquatus
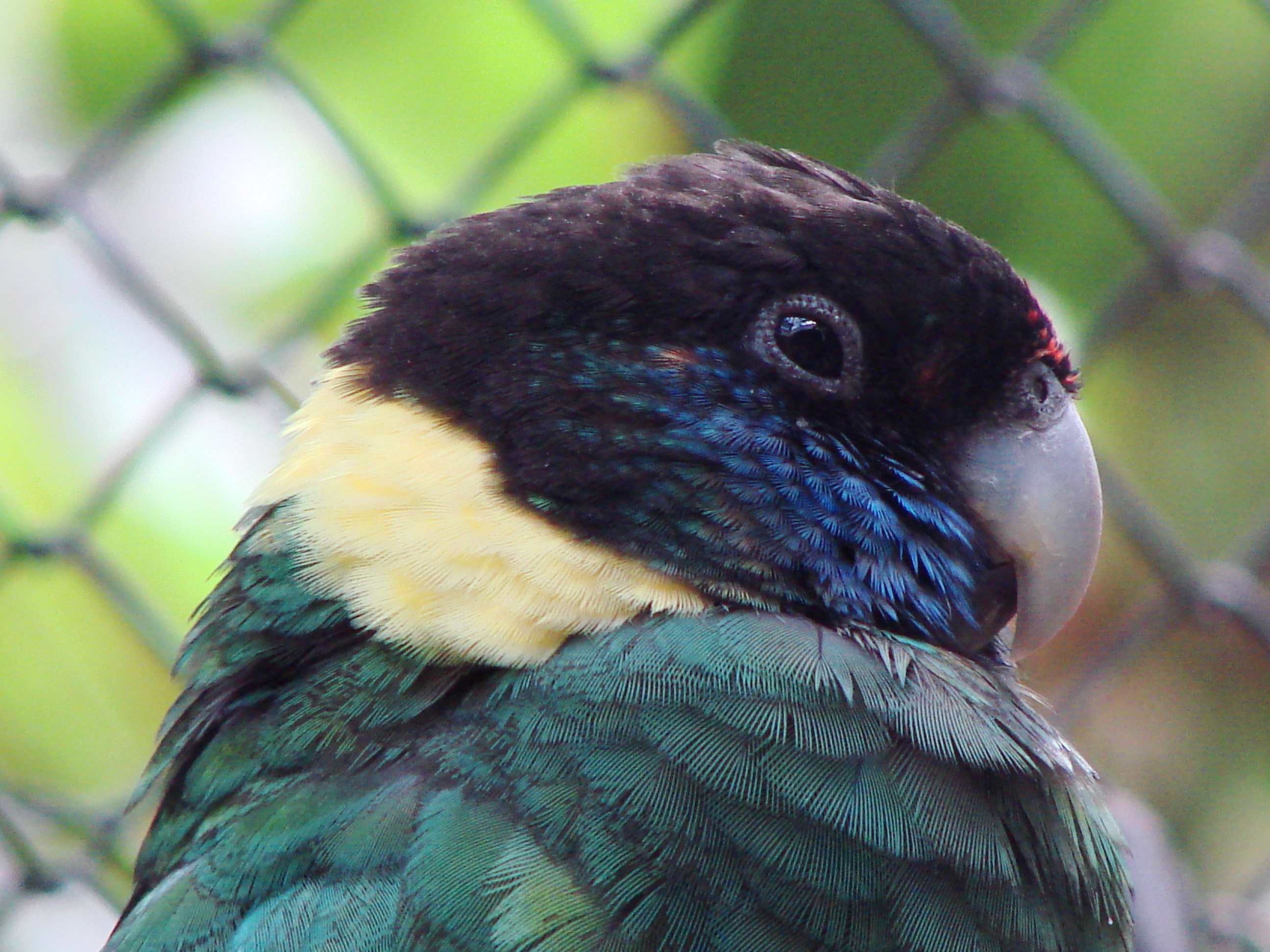
B. z. zonarius
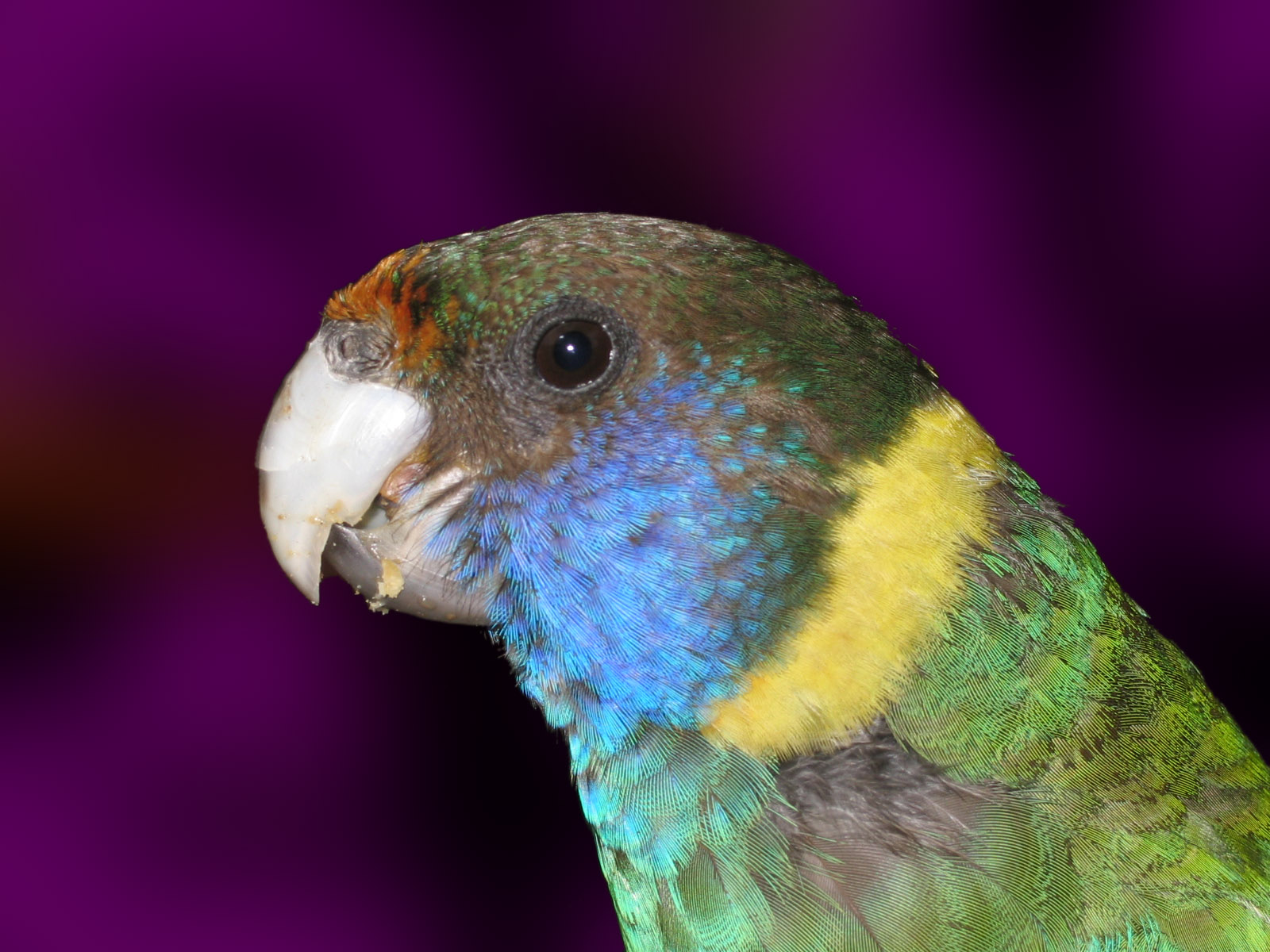
B. z. zonarius
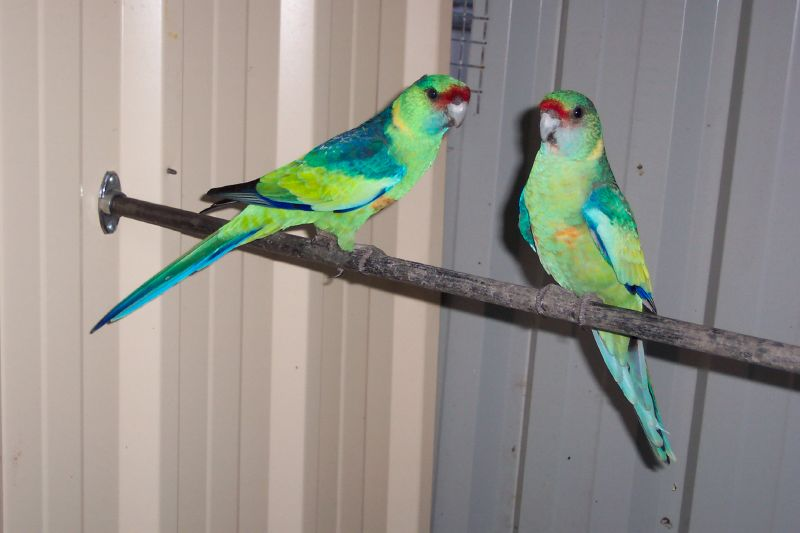
Mallee Ringneck
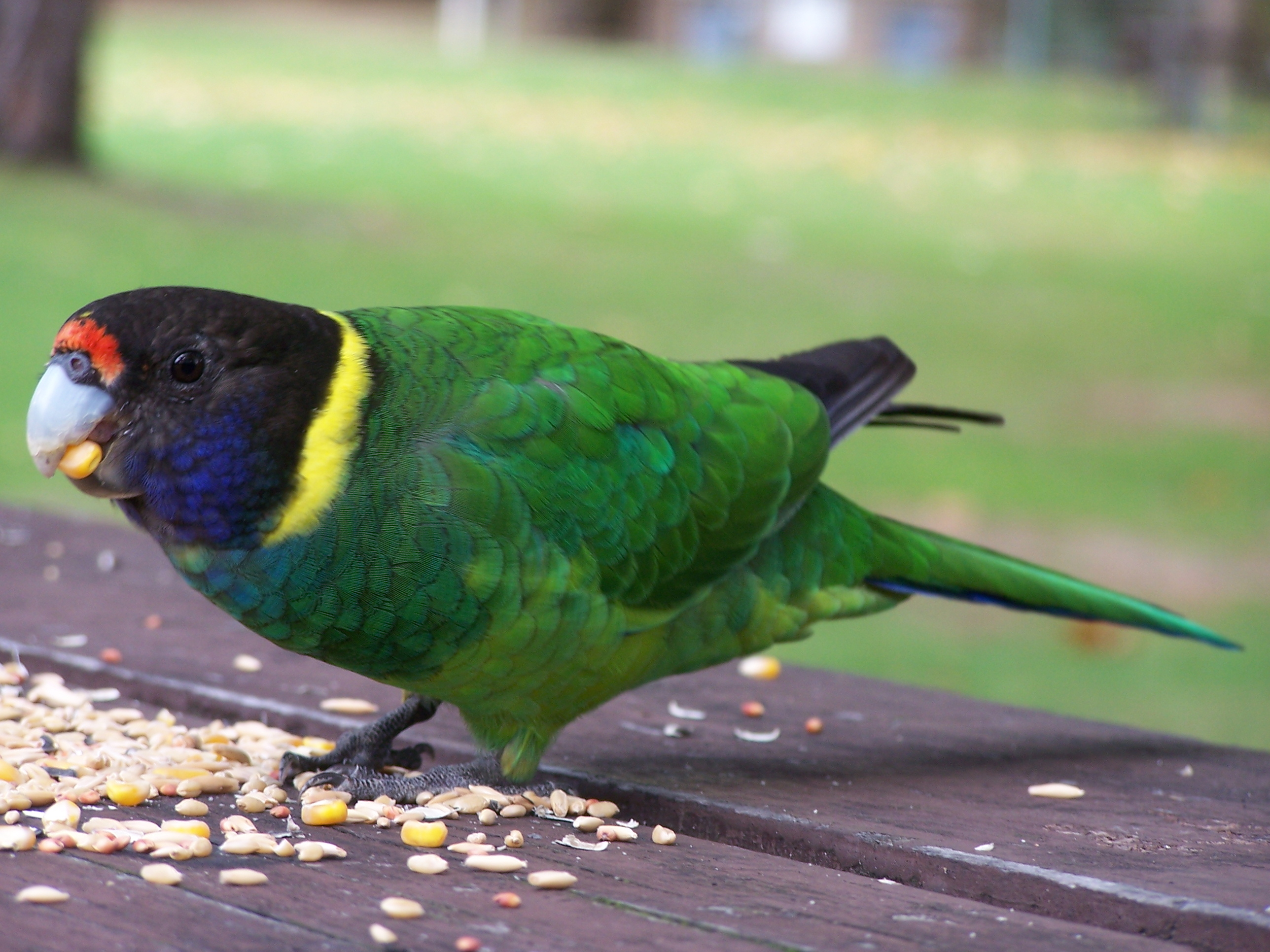
B. z. semitorquatus
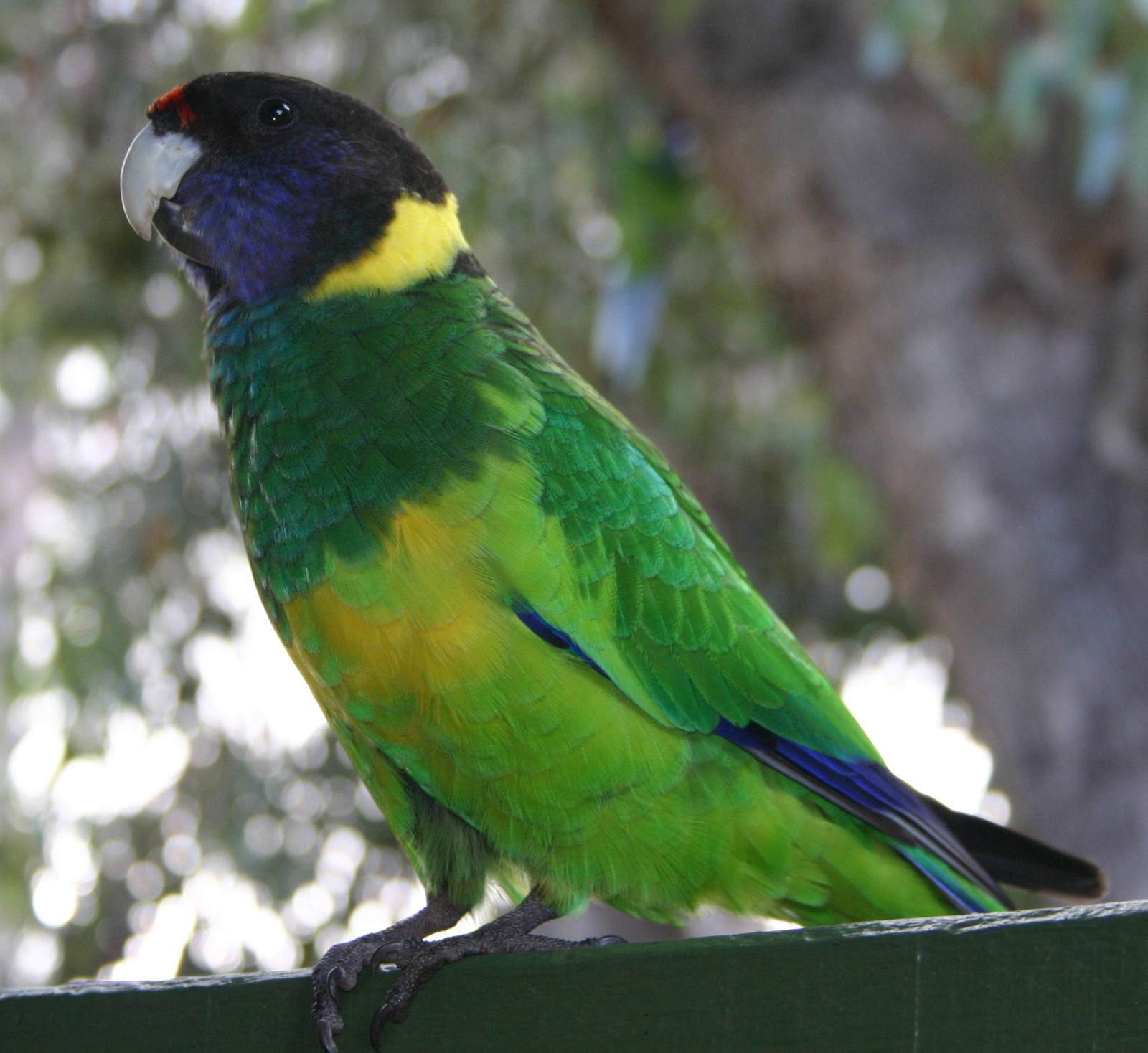
B.z.zonarius
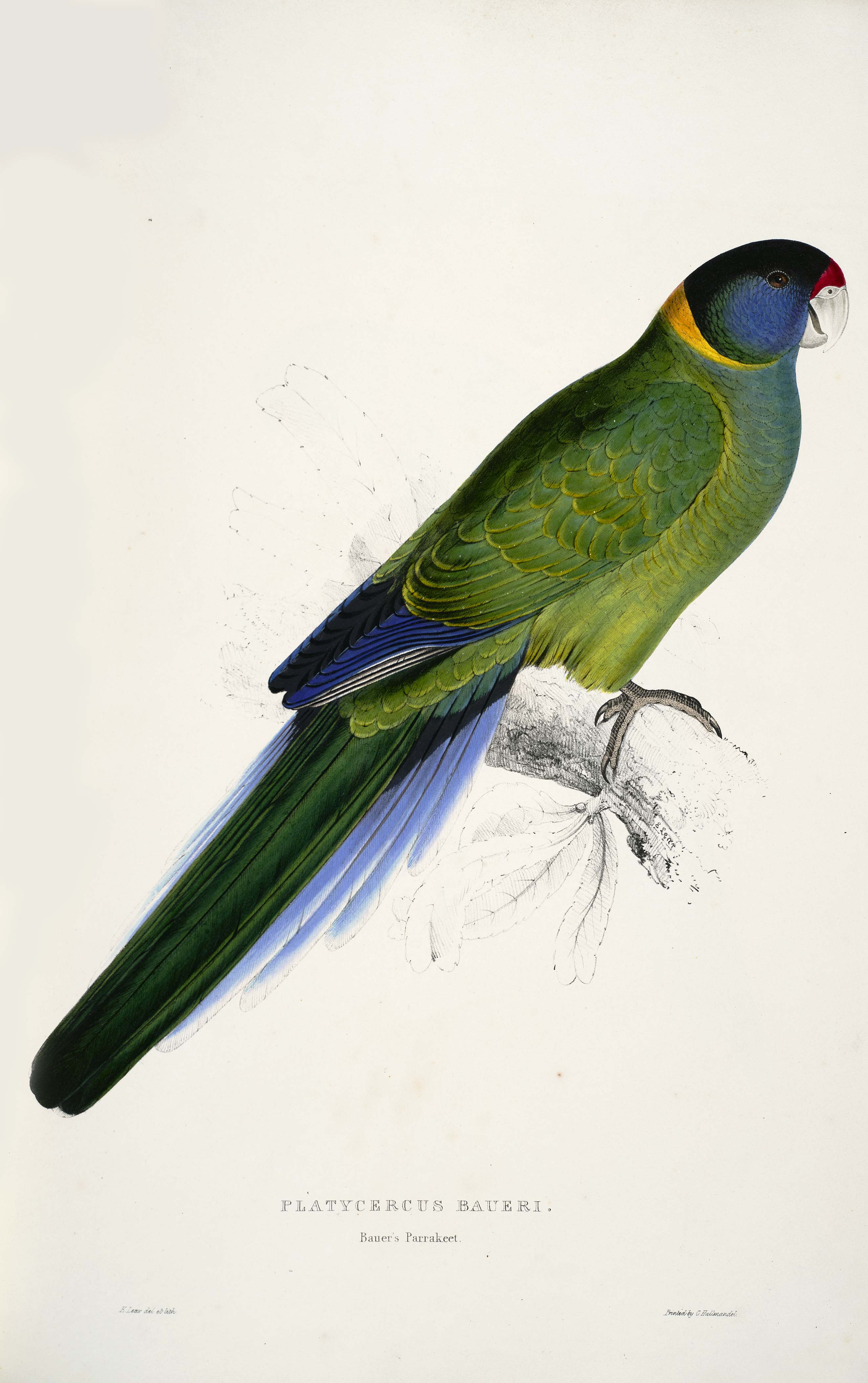
B. z. zonarius